# Wereldkampioenschappen roeien 1978 lichte klasse
De 8e editie van de wereldkampioenschappen roeien werd in 1978 op twee locaties gehouden. De onderdelen van de lichte klasse werden georganiseerd in Kopenhagen, Denemarken. Zie voor de onderdelen van de zware klasse, verroeid in Hamilton, Nieuw-Zeeland het artikel wereldkampioenschappen roeien 1978 zware klasse. Er waren in Kopenhagen geen onderdelen voor lichte vrouwen.

## Medaillewinnaars Kopenhagen

### Mannen
| Bootklasse              | Goud | Goud    | Zilver | Zilver  | Brons | Brons   |
| Lichte skiff LM1x       | José Antonio Montosa | 7.19,54 | Morten Espersen | 7.23,21 | William Belden | 7.25,80 |
| Lichte dubbel twee LM2x | Noorwegen Pal Bornick Arne Gilje | 6.47,49 | Nederland Roel Michels Ed Maan | 6.48,83 | Verenigde Staten Stan Depman Fred Duling                                                                                                  | 6.50,09 |
| Lichte vier zonder LM4- | Zwitserland Michael Raduner Thomas von Weissenfluh Pierre Zentner Pierre Kovacs                                                                       | 6.33,90 | Nederland Peter van Berkel Willem Appeldoorn Richard Helsloot Paul Paulsen                                                                | 6.34,24 | Australië Vaughan Bollen Peter Antonie Simon Gillett Geoffrey Rees                                                                        | 6.38,50 |
| Lichte acht LM8+        | Verenigd Koninkrijk Stephen Simpole Nigel Read Christopher Drury Robert Downie Clive Roberts Peter Zeun John Melvin Anthony French Colin Moynihan (s) | 5.56,32 | Nederland Henk van der Kwast Hans Lycklama Hans Povel Bert van Baal Rob Uilenbroek Mark Emke Ton Lucassen Dick Swenne Jan van Prooyen (s) | 5.58,76 | Australië Dennis Hatcher Malcolm Robertson Phillip Gardiner Bob Cooper Lyall McCarthy Ian Porter Jeff Sykes Colin Smith Adrian Maginn (s) | 5.58,89 |

## Medaillespiegel
| Plaats | Land                | Goud | Zilver | Brons | Totaal |
| 1      | Verenigd Koninkrijk | 1    | 0      | 0     | 1      |
| 1      | Noorwegen           | 1    | 0      | 0     | 1      |
| 1      | Spanje              | 1    | 0      | 0     | 1      |
| 1      | Zwitserland         | 1    | 0      | 0     | 1      |
| 5      | Nederland           | 0    | 3      | 0     | 3      |
| 6      | Denemarken          | 0    | 1      | 0     | 1      |
| 7      | Australië           | 0    | 0      | 2     | 2      |
| 7      | Verenigde Staten    | 0    | 0      | 2     | 2      |
| Totaal | Totaal              | 4    | 4      | 4     | 12     |

Edities

1962 Luzern · 
1966 Bled · 
1970 St. Catharines · 
1974 Luzern · 
1975 Nottingham · 
1976 Villach · 
1977 Amsterdam · 
1978 Hamilton (alleen zwaar) · 
1978 Kopenhagen (alleen licht) · 
1979 Bled · 
1980 Hazewinkel · 
1981 München · 
1982 Luzern · 
1983 Duisburg · 
1984 Montréal · 
1985 Hazewinkel · 
1986 Nottingham · 
1987 Kopenhagen · 
1988 Milaan · 
1989 Bled · 
1990 Lake Barrington · 
1991 Wenen · 
1992 Montréal · 
1993 Račice · 
1994 Indianapolis · 
1995 Tampere · 
1996 Motherwell · 
1997 Aiguebelette · 
1998 Keulen · 
1999 St. Catharines · 
2000 Zagreb · 
2001 Luzern · 
2002 Sevilla · 
2003 Milaan · 
2004 Banyoles · 
2005 Gifu · 
2006 Eton · 
2007 München · 
2008 Ottensheim · 
2009 Poznań · 
2010 Hamilton · 
2011 Bled · 
2012 Plovdiv · 
2013 Chungju · 
2014 Amsterdam ·
2015 Aiguebelette ·
2016 Rotterdam ·
2017 Sarasota ·
2018 Plovdiv ·
2019 Ottensheim ·
2020 Bled ·
2021 Shanghai ·
2022 Račice ·
2023 Belgrado ·
2024 St. Catharines ·
2025 Shanghai · 
2026 Amsterdam

Onderdelen

Skiff · 
Lichte skiff · 
Dubbel twee · 
Lichte dubbel twee · 
Twee zonder · 
Lichte twee zonder · 
Twee met

Dubbel vier · 
Dubbel vier met · 
Lichte dubbel vier · 
Vier zonder · 
Lichte vier zonder · 
Vier met · 
Acht · 
Lichte acht